# 페이지터너 (기업)
페이지터너는 대한민국 서울시 마포구 연남동에 위치한 문화 컨텐츠 기획, 제작, 유통 기업이다. 서울숲재즈페스티벌, 라운드미드나잇, 시네마재즈스케이프 등의 공연을 운영한다. 음악.서점인 라이너노트와, 공연 공간인 삼청로146도 운영하고 있다.

## 주요 업무
Artist Marketing Service (AMS)   / 음반 제작,기획,배급 / ARTIST MANAGEMENT/ 문화,예술분야 IMC PLANNING / CONCERTS, MUSIC FESTIVALS, BRAND EVENTS, BOOKING, TOURING

## 소속 가수
임인건, 장필순, 조동희, 마더바이브, 전진희, 민시후, 성현, 나희경